# The Portrait of a Lady (film)
The Portrait of a Lady is een Amerikaanse film uit 1996 geregisseerd door Jane Campion. De hoofdrollen worden vertolkt door Nicole Kidman en John Malkovich. De film is gebaseerd op de gelijknamige roman van Henry James.

## Verhaal
Isabel Archer is een jonge onafhankelijke Amerikaanse vrouw die naar Europa trekt. Daar komt ze in contact met een paar Amerikanen die nogal gesloten ideeën hebben. Ze weigert te trouwen met een rijke man om een voorspelbare toekomst te vermijden. Ze wordt vervolgens gemanipuleerd door Madame Merle en de Gilbert Osmond. Hij slaagt erin haar te doen trouwen en haar te verhinderen haar dromen te verwezenlijken van een leven zonder de regels van die tijd.

## Rolverdeling
| Acteur             | Personage           |
| ------------------ | ------------------- |
| Nicole Kidman      | Isabel Archer       |
| John Malkovich     | Gilbert Osmond      |
| Barbara Hershey    | Madame Serena Merle |
| Mary-Louise Parker | Henrietta Stackpole |
| Martin Donovan     | Ralph Touchett      |
| Shelley Winters    | Mevr. Touchett      |
| Richard E. Grant   | Lord Warburton      |
| Shelley Duvall     | Gravin Gemini       |
| Christian Bale     | Edward Rosier       |
| Viggo Mortensen    | Caspar Goodwood     |

## Prijzen en nominaties
- Oscar
  - Genomineerd: Beste vrouwelijke bijrol (Barbara Hershey)
  - Genomineerd: Beste kostuums (Janet Patterson)
- Chlotrudis Award
  - Genomineerd: Beste mannelijke bijrol (Martin Donovan)
  - Genomineerd: Beste vrouwelijke bijrol (Barbara Hershey)
- Golden Globe
  - Genomineerd: Beste vrouwelijke bijrol (Barbara Hershey)
- LAFCA AWard
  - Gewonnen: Beste kostuums (Janet Patterson)
  - Gewonnen: Beste vrouwelijke bijrol (Barbara Hershey)
- NSFC Award
  - Gewonnen: Beste mannelijke bijrol (Martin Donovan)
  - Gewonnen: Beste vrouwelijke bijrol (Barbara Hershey)
- Golden Satellite Award
  - Genomineerd: Beste kostuums (Janet Patterson)
  - Genomineerd: Beste script

## Trivia
- De oorspronkelijke rol van Madame Merle was eerst voorzien voor Susan Sarandon maar ze haakte af vanwege de tijdsplanning. In haar plaats kwam Barbara Hershey die ineens haar eerste Oscarnominatie won voor haar vertolking.